# Oxyethira velocipes
Oxyethira velocipes is een schietmot uit de familie Hydroptilidae. De soort komt voor in het Afrotropisch gebied.